# Culex pipiens
Culex pipiens là một loài muỗi hút máu của họ Culicidae. Đây là một sinh vật trung gian truyền bệnh chẳng hạn như viêm não Nhật Bản, viêm màng não, và nổi mề đay. Tại Mỹ, nó có thể lây lan virus Tây sông Nile.

## Hiện diện
Nó xuất hiện tại các quốc gia: Argentina, Bosnia và Herzegovina, Bulgaria, Canada, Síp, Cộng hòa Séc, Ai Cập, Pháp, Đức, Hy Lạp, Hungary, Iran, Ai-len, Israel, Ý, Nhật Bản, Jordan, Hàn Quốc, Latvia, Liban, Litva, Luxembourg, Maroc, Pakistan, Ba Lan, Bồ Đào Nha, România, Nga,A Rập Saudi, Slovakia, Tây Ban Nha, Thụy Điển, Việt Nam, Tajikistan, Tunisia, Thổ Nhĩ Kỳ, Vương quốc Anh, Serbia, Mỹ, Uruguay, và Montenegro.

## Mô tả

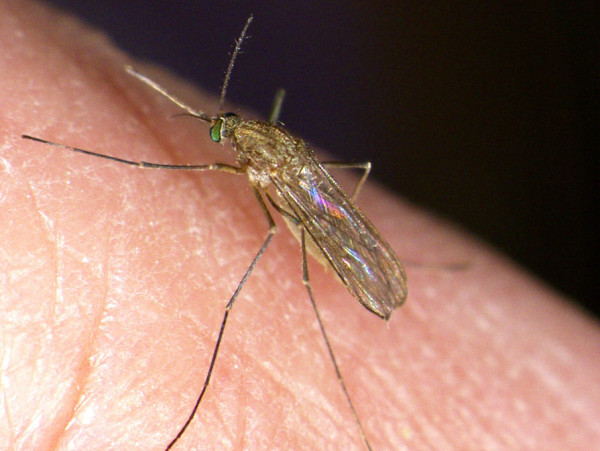
Culex pipiens pipiens hút máu người.

Chiều dài cơ thể thay đổi từ ba đến bảy mm.

## Sinh thái
Con cái hút máu của các loài chim hoặc con người, và con đực hút phấn hoa, mật ong, và nước trái cây.